# Juliana Fabritius-Dancu
Juliana Fabritius-Dancu (n. 21 ianuarie 1930, Sibiu - d. 7 august 1986, București) a fost o pictoriță, etnografă, istorică de artă și scriitoare și traducătoare de limba germană din România.

## Biografie
Părinții ei au fost arhitectul Julius Alfred Fabritius și Gertruda Juliane Seraphin. Faptul că tatăl ei a fost arhitect i-a permis să-și dezvolte din copilărie dragostea pentru clădirile vechi, pe care le-a redat cu măiestrie în acuarelele sale.
Încă de mic copil, a urmat cursuri de grafică și pictură (în 1942, la vârsta de 12 ani, devenind eleva graficienei Hildegard Schieb, iar între 1945 și 1948 a luat lecții de pictură cu artista sibiană Trude Schullerus), după care a studiat Liceul Brukenthal din Sibiu, continuând studiile la Institutul de Arte Plastice „Nicolae Grigorescu” din București, la clasa profesorului Nicolae Dărăscu, de unde a fost exmatriculată în 1951, fiind condamnată la doi ani de închisoare pentru acuzații de spionaj.
A revenit la Sibiu, unde a participat la expozițiile „Uniunii Artiștilor Plastici”. În 1958 s-a angajat ca desenator la Muzeul Brukenthal, iar mai târziu s-a mutat la Muzeul Satului din București. A lucrat în această perioadă și la Muzeul de Artă, ca restaurator în pictură.
În perioada cât a lucrat la Muzeul Satului (1958-1967) a întocmit o bogată și valoroasă documentație în imagini, peste două mii de lucrări, păstrată de arhiva instituției, constând din planuri și schițe de arhitectură, desene reprezentând obiecte de uz casnic și gospodăresc, piese de costum popular, textile de interior, ceramică, fișe de restaurare a colecției de icoane.
Din 1967 a început să lucreze ca grafician și publicist. A revenit la Sibiu și în Transilvania pentru o serie de studii etnografice și de istoria artei și a arhitecturii. În această perioadă a realizat desene ale bisericilor săsești din jurul Sibiului și a Brașovului. Aceste studii le-a publicat între 1971 și 1986 în almanahul "Komm mit" ("Vino cu noi") al ziarului bucureștean Neuer Weg, însumând peste 100 de articole.
A participat la realizarea muzeului în aer liber din Sibiu (complexul ASTRA), la alcătuirea Atlasului Antropologic al Olteniei, la ilustrarea Dicționarului Enciclopedic Român și la redactarea unui studiu despre portul popular al sașilor transilvăneni.
În 1977 a organizat la Sibiu o expoziție denumită „Cetăți țărănești și biserici fortificate săsești în România”, expoziție cu care a ajuns și în Republica Federală Germania. În Germania a poposit doi ani, pentru a picta centrele medievale ale diferitelor orașe germane.
A revenit în România în 1979 și a continuat să picteze, în special orașele medievale săsești din Transilvania, oprindu-se cel mai mult asupra Sibiului. În această perioadă a realizat cea mai importantă lucrare a sa, „Amintiri din Sibiul vechi”.
În 1983 a organizat o ultimă expoziție dedicată portului popular săsesc, aceasta fiind inaugurată la Gundelsheim.
A fost căsătorită cu criticul de artă Dumitru Dancu, împreună cu care a publicat un studiu asupra bisericii evanghelice din Sibiu.

## Scrieri proprii
- Trude Schullerus, Editura Kriterion, București, 1974
- Pictura țărănească pe sticlă (împreună cu Dumitru Dancu), Editura Meridiane, București, 1975
- Cetăți țărănești săsești din Transilvania, Sibiu, 1980
- Die bäuerliche Hinterglasmalerei in Rumänien (împreună cu Dumitru Dancu), Berlin, 1980, ediții separate în limbile germană, engleză și spaniolă.
- Turnuri Transilvănene / Siebenbürgische Wehrtürme, Editura Transilvania Publicitate, 1982
- Spaziergang durch Alt-Hermannstadt (Plimbare prin Sibiul vechi), Editura Transilvania, Sibiu, 1983
- Sächsische Kirchenburgen in Siebenbürgen, Sibiu, 1983
- Harald Meschendörfer (Künstlermonographie), Editura Kriterion, București, 1984
- Romanian icons on glass (Romanian traditions and customs), Wayne State University Press, 1982, ISBN 0814317111

### Postum
- Alt-Kronstadt. Bilder einer Stadt. Aquarelle von Juliana Fabritius-Dancu. (28 de acuarele cu Brașovul vechi, text de Gernot Nussbächer), Editura Johannis Reeg, Heilbronn, 2006, 80 pag., ISBN 3-937320-34-2

## Traduceri
- Nicolescu, Corina, Rumänische Ikonen (Icoane românești), Traducere de Juliana Fabritius-Dancu, Editura Meridiane, București, 1973
- Drăguț, Vasile, Humor, traducere de Juliana Fabritius-Dancu, Editura Meridiane, București, 1973
- Nicolescu, Corina, Die Edelschmiedekunst in Rumänien, Traducere de Juliana Fabritius-Dancu, Editura Meridiane, București, 1973

## Ilustrație de carte
- Alt-Kronstadt: Bilder einer Stadt (Imagini din Brașovul vechi) de Hansgeorg Killyen (Autor), Maja Philippi (Autor), Rohtraut Wittstock (Autor), Gernot Nussbächer (Autor), Karl Dendorfer (Editor) și Juliana Fabritius-Dancu (Ilustrator - acuarele), Editura Johannis Reeg, 2006